# John Boswell
John Boswell (Boston, Massachusetts, 1947. március 20. – New Haven, Connecticut, 1994. december 24.) amerikai történész, a Yale Egyetem professzora.
Boswell munkásságának középpontjában a homoszexualitás és a vallás, különösen a katolikus vallás kapcsolatának kutatása áll. Nagy forrásanyagot mozgató kutatásai során arra a következtetésre jutott, hogy a 12. század előtt a katolikus egyház korántsem volt ellenséges az azonos neműek párkapcsolatával szemben, sőt az azonos nemű párok kapcsolatának egyházi elismerésére létezett egy a házassághoz nagyban hasonlító liturgia, az adelphopoia.

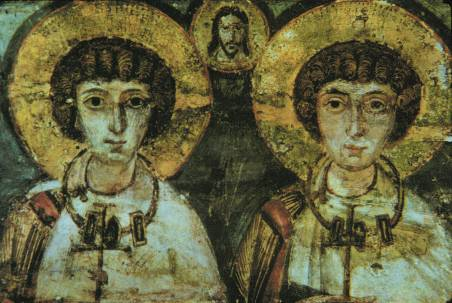
Szt. Sergius és Szt. Bacchus

Az ilyen szertartásokat több művészeti alkotás is megörökítette, így például a Szt. Sergius és Szt. Bacchus „házasságát” ábrázoló, a 7. században készült készült ikon, amelyen Jézus mint „esküvői tanú” jelenik meg.

## Főbb művei
- Christianity, Social Tolerance, and Homosexuality (University of Chicago Press, 1980) ISBN 0226067114
- Same-Sex Unions in Premodern Europe (Villard, 1994) ISBN 0679751645